# マシンハヤブサ
『マシンハヤブサ』は、1976年4月2日から同年9月17日までNET系列局で放送されていたテレビアニメ、および同時期に複数の漫画雑誌に連載された日本の漫画作品。

## 概要
テレビアニメ版は、NETテレビ、東映動画、旭通信社の共同製作。全21話。放送時間は毎週金曜 19:00 - 19:30 （日本標準時）。前番組『勇者ライディーン』の続編『続・ライディーン』が放送される予定が、事情でお蔵入りとなったため、急遽本作が制作された。
漫画版は、望月三起也ほか多数の漫画家たちが執筆した。望月によるものは集英社の『月刊少年ジャンプ』に連載され、剣は両親を失っていて佃煮屋を営む親戚に育てられたなど、アニメとは一部設定が異なっている。作品のテイストも特にアニメを意識したものとなっておらず、ハードな描写がある。ただし、掲載誌の関係で他の望月作品ほどのバイオレンス描写とお色気描写はない。
原作には望月とともに、永井豪作品のプランニングやプロデュースを手がけるダイナミック企画が名を連ねている。望月が主人公側＝西音寺レーシングチームのキャラクター設定を担当し、ダイナミック企画は敵側＝魔王エイハブ率いるブラックシャドーのキャラクター設定を手がけた。
2003年2月21日、パイオニアLDCから本作を収録したDVD-BOXが発売された。

## ストーリー
“魔王”エイハブ・モビルディック率いる極悪非道のレースチーム、ブラックシャドウ。彼らに兄を「レース中の不幸な事故」の形で殺された西音寺レーシングチームの四輪レーサー・隼剣（はやぶさけん）は、チームの仲間達と共にエイハブの野望である四輪レース界掌握を阻止すべく過酷なレースに挑む。

## 登場人物
隼 剣（ケン）
声 - 曽我部和行
18歳。ウデは西園寺レーシングチームで一番。テクニックはやや荒削りな面があるものの、レーサーとしての天賦の野生的な勘を持つ。レーシングヘルメットは「隼」の頭部をイメージしたもの。父親の隼正義はV3エンジンの開発中に事故死、兄はレース中の事故で死亡（魔王エイハブの犠牲となっていた）、母親は図書館の司書。
岩田 鉄次（ガンテツ）
声 - 水鳥鉄夫
20歳。部屋では和服を着用。父親が武道家のためか古風な面がある。レーシングヘルメットは「虎」をイメージしたもの。ケン、カミカゼと並んでほぼ全レースに出場。
陸奥 悟郎（ムツ）
声 - 大竹宏
17歳。武者修行のために海外に出かけ、ひどい目に遭ったが、ハリケーン・ハリーに助けられた経験がある。レーシングヘルメットは「熊」をイメージしたもの。レースにはあまり出場せず、メカニックに徹する場合もある。
神風 弘（カミカゼ）
声 - 山本圭子
17歳。日本一のレーサーをめざして上京。出身は奥谷村青草峠で、母親は農業をやっている。前髪が長く普段は目は隠れている。レーシングヘルメットは「犬」をイメージしたもの。ケン、ガンテツと並んでほぼ全レースに出場。
大和 新伍
声 - 矢田耕司（第1 - 6話）→肝付兼太（第7話以降）（両名とも次回予告ナレーター兼任）
チーム最年長で元ゼロ戦のパイロット。普段はメカニックやビッグキャリーの操縦を担当するが、自らマシンヤマトで出場することもある。愛称は「オヤジさん」。
西音寺 さくら
声 - 吉田理保子
16歳。西音寺博士の妹で担当は食事係。非常に気が強い。第8話からはマシンさくらに乗り、皆のサポート役も兼ねる。
西音寺洋輔博士
声 - 永井一郎（本編ナレーター兼任）
隼剣の父である隼正義教授の強い影響で、自動車工学の世界に飛び込んだ。ハヤブサV3エンジンをスペックダウンしたV1、V2エンジンをはじめ、V4、V5エンジンを設計した。長髪に鼻髭、サングラス姿が定番で、工学博士というよりはヒッピー風のロックミュージシャンといった風貌。自身の研究所はまるでスーパーロボットの基地のような建物になっている。
流れ星の竜
声 - 若本紀昭
彗星のごとく登場した天才レーサーで剣のライバル、テクニックは剣をしのぐと言われている。
剣の人間的魅力に好感を持っており、剣も竜のフェアプレー精神を高く評価していた。18話にてブラックシャドーを抜けて剣と一騎打ちを行うが、ブラックシャドーの妨害により命を落とす。
エイハブ・モビルディック
声 - 大竹宏
ブラックシャドーレーシングチームを率いてレース界を影から牛耳る魔王。普段は甲冑（第13話から甲冑デザイン変更）を着けているためその正体は不明だったが、天才的な腕前を持ちながらも殺人レースを繰り返したため世界のレース界から永久追放されたレーサー、ベニー・クレーマーだったことが最終回で明かされた。自ら挑んだ最終戦で、ゴール間際での剣との一騎討ちに敗れる。炎上するマシンからは脱出するも、その後の消息は不明。
バロン・ネロ
ブラックシャドーの幹部。エイハブの命令を受けて様々なレースを剣達に仕掛けていたが、最後の戦いではエイハブに命じられ自らもレースに参戦。レース終盤、マシンガンテツに相討ちの形で潰されてマシンは炎上（バロンの生死は不明）。
メフィスト教授
ブラックシャドーの科学者。マシンの設計&製作を担当する。最終戦におけるエイハブ達の敗北をモニター越しで見るなり、別れ酒を煽りグラスをモニターに叩きつけて退場。直後、城は炎に包まれ、ブラックシャドーは滅びた。

## 登場メカニック
マシンハヤブサ
全長5.7m、全幅2.9m、重量650kg、前輪2輪、後輪2輪。双胴機のようにコックピットを左右のボディで繋いでいるのがデザイン上の特長である。V1からV5までのキャバリーエンジン（単発から5発のターボジェット型）を換装する事であらゆるレースに対応できる。ストーリー当初存在していたのはV1とV2だけでV3・4・5は開発中だった。なお通常時はジェットエンジン後部のアフターバーナーからは噴射せず、下部に着けられた4連のマフラーから排気ガスを噴出する。
短時間の滑空も可能で、その際はボディ横に内蔵された主翼を展開した上でアフターバーナーを噴射する。バックミラーがない代わりに後方監視用のモニターカメラが付いている。カラーリングの基調はホワイト、カーゼッケンは1。
- ハヤブサV1エンジン - サーキット用で逆噴射装置付。パワー重視のセッティング。
- ハヤブサV2エンジン - 砂地等のオフロード用で、トルク重視のセッティング。なおエンジン同様に、砂地専用の「V2タイヤ」も装着する。
- ハヤブサV3エンジン - 隼剣の父で工学博士の正義が開発した、上り坂に強い高回転高トルクの画期的なエンジン。15000回転で最大パワーを発揮し、この時、ジェット噴射の色がエメラルドグリーンに変わる。なおV3エンジンには不調域があり、13000回転に達するとジェット噴射の色が黒煙を含んだ赤い炎を噴射し、異常振動が発生する。この時点でエンジンの回転数を落とすとエンジンが爆発してしまう。
- ハヤブサV4エンジン - ハンドルに連動して左右のエンジンが片側ずつ逆噴射するコーナリング性能重視のエンジン。当時の児童向け絵本によると、4発のエンジンが互いに連動する関係で、バードストライク等により1発がエンストすると残りの3発も止まってしまうという欠点がある。ただしアニメでは描かれていない。
- ハヤブサV5エンジン - V1からV4までの特性をすべて持たせたエンジン。アフターバーナーを全開にすると路面の陥没や幅の狭い川などを飛び越えられる。

マシンガンテツ
全長5.7m、全幅2.3m、重量570kg、前輪1輪、後輪4輪。5台の内、最も頑強なボディを持ち、多少の落石でもびくともしない。フロントカウルが鋭角的で、ラリーの際コース上の岩など障害物を砕く衝角になっている。短時間なら水中走行も可能で、風防はコクピット全体を覆うシールドにもなる。前輪と車体を繋ぐフロントアームには風防が塞がれた時用のテレビカメラを内蔵している。カラーリングの基調はレッド、カーゼッケンは3。
マシンムツ
全長4.5m、全幅2.2m、重量410kg、前輪2輪、後輪4輪。カラーリングの基調はブルー、カーゼッケンは2。ムツが主に後方スタッフとして動くことが多く、あまりレース出場の機会が無かったため、マシンとしても活躍せず。当時の児童向け雑誌や絵本等によると、水上水中走行に特化したマシンだったらしい。
マシンカミカゼ
全長4.5m、全幅2.1m、重量400kg、前輪2輪、後輪2輪。前後に2基の大型ローターを内蔵し、短時間のホバリングが可能な異色のマシン。ホバリング中の方向転換はできないため、航空機とはみなされない模様（そのため、人身事故を起こしてしまうエピソードがある）。カラーリングの基調はグリーン、カーゼッケンは4。
マシンヤマト
全長3.8m、全幅2.3m、重量320kg、前輪2輪、後輪2輪。異形デザインの多い本作登場の5台のマシンの中では、最も現実的な外観のマシンである。ただし、フロントカウル内にドリルを収納しており、地下を掘り進む機能を備えている。カラーリングの基調はオレンジ色、カーゼッケンは5。
さくら号
第8話から登場。自分も出場したがったさくら用にチームメンバーがよってたかって作ったマシンだが、補助的に持たせたはずの飛行性能が強力すぎて航空機と看做され、レギュレーション違反で結局レースに出られなくなった。その飛行性能を生かして、レース中のライブ映像を撮影したり、マシンハヤブサに空中から給油を行うなどの活躍を見せた。
ビッグギャリー
全てのマシンを搭載して転戦するトレーラータイプの大型トランスポーター。飛行形態を持ち、輸送機にもなる。漫画版では新幹線のトンネルから現れて一般道に乗り換えるという初登場の仕方をする。
X1号
ブラックシャドウレーシングチームのメフィスト教授が開発。流れ星の竜がドライバー。ハンドルの動きに連動して左右のタイヤの直径が変わり、減速せずにコーナリングすることが可能という画期的なクィックコーナリングホィールを装備。
流れ星の竜は、1コーナーごとに「クイックコーナリングホイール！」と叫びながら操作レバーを引いていた。隼剣もV4エンジンでコーナリングする時には、「V4エンジン、ゴー！」と叫びながら、アクセルを踏み込んでいる。

## ドライビングテクニック
三段跳び走法
流れ星の竜が、非力な自分のマシンでマシンハヤブサに対抗するために生み出したスーパーテクニック。落石事故を起こしてコース上に障害物を置くことでマシンハヤブサ本来の性能を発揮できない状況を作り、その間に落石をジャンプ台に使って一気に抜き去る。
片輪走行
隼剣の障害物突破走法で、マシンハヤブサの片側を浮かせ、狭い部分をすり抜けるように走る。このため左右のタイヤの材質を変え、片輪を浮きやすくしている。片方向にしか車体を浮かせられないために逆に窮地に陥るが、剣の機転でこれを克服する。
バックキラー
ムツの旧友ハリケーン・ハリーの殺人的テクニック。先端がクサビ状になった独特のデザインのレーシングカーを後ろから相手の車体に潜り込ませ、一気に相手を跳ね飛ばす。
稲妻5段殺法
レース中の事故に見せかけて相手を葬り去るという魔王エイハブの必殺技で、「稲妻切り殺人走法」、「地獄攻め殺人走法」、「パラシュート・アタック」、「前輪殺人走法」、「デッドライン殺人走法」の5種類がある。最終回ではそのうちの4つしか見せなかった。

## スタッフ
- 企画 - 山口康男（東映動画） ※括弧内はフィルム上ではノン・クレジット
- 製作担当 - 岸本松司
- 原作 - 望月三起也、ダイナミック企画（連載誌 - 『テレビランド』、『てれびくん』）
- 音楽 - 筒井広志
- キャラクターデザイン - 香西隆男
- 美術デザイン - 伊藤英治
- メカニックデザイン - 辻忠直
- NETプロデューサー - 萩野隆史
- 背景 - アトリエロビン、かぶとむし
- 特殊効果 - 佐藤章二、中島正之、平尾千秋、林富喜江、岡田良明、浜桂太郎
- 撮影 - 片山幸男、佐野禎史、白井久男、清水政夫、山田順弘、菅谷信行、池田重好、森下成一、鈴木啓司、藤橋秀行、佐藤隆郎、目黒宏
- 編集 - 神原直美、松原千佳子、千蔵豊、田中修（タバック）
- 録音 - 波多野勲（タバック）
- 効果 - 伊藤道広（E&M）
- 選曲 - 宮下滋
- 製作進行 - 本庄克彦、小島多美子、矢部秋則、佐藤哲朗、永丘昭典、伴亨、長谷川康雄、大宅弘美、福村典義
- 記録 - 大橋千加子、伊達悦子、的場節代、安藤まるみ
- 現像 - 東映化学
- 制作 - NET、東映、旭通信社

## 主題歌・挿入歌
通常、オープニングテーマ・エンディングテーマともにテレビサイズはコーラス1のみで構成されるが、本作のテレビサイズ版エンディングテーマはコーラス2のみで構成されている。
主題歌シングルは、1976年4月に日本コロムビアから発売（品番 - SCS-293）。挿入歌収録メディアの初出は、同年8月25日に同じく日本コロムビアから発売されたコンピレーション・アルバム『テレビまんが人気者（アイドル）デラックス 5』（規格 - LP / 品番 - CW-7076）である。

### 主題歌
オープニングテーマ - 「ダッシュ！マシンハヤブサ」
作詞 - 保富康午 / 作曲・編曲 - すぎやまこういち / 歌 - 水木一郎、コロムビアゆりかご会
エンディングテーマ - 「グランプリ・ブギ」
作詞 - 保富康午 / 作曲・編曲 - すぎやまこういち / 歌 - 水木一郎

### 挿入歌
「明日に向かって走れ」
作詞 - 保富康午 / 作曲・編曲 - すぎやまこういち / 歌 - 水木一郎
「ファイト！ハヤブサ・ケン」
作詞 - 保富康午 / 作曲・編曲 - すぎやまこういち / 歌 - 水木一郎

## 各話リスト
| 話数 | 放送日        | サブタイトル                           | 脚本       | 演出                | 作画監督   | 美術     |
| ---- | ------------- | -------------------------------------- | ---------- | ------------------- | ---------- | -------- |
| 1    | 1976年 4月2日 | 走れ！栄光のマシン                     | 辻真先     | 芹川有吾            | 小泉謙三   | 遠藤重義 |
| 2    | 4月9日        | アルプス大爆走                         | 雪室俊一   | 新田義方            | 谷沢豊     | 勝又激   |
| 3    | 4月23日       | 恐怖！地獄の鍾乳洞レース               | 久保田圭司 | 山口秀憲            | 森利夫     | 伊藤英治 |
| 4    | 4月30日       | 魔王エイハブの謎                       | 久保田圭司 | 芹川有吾            | 森下圭介   | 勝又激   |
| 5    | 5月7日        | ゴーストタウン 爆破サーキット          | 辻真先     | 岡崎稔              | 香西隆男   | 伊藤英治 |
| 6    | 5月14日       | 必殺！ブラックインパルス               | 雪室俊一   | 笠井由勝            | 田島実     | 勝又激   |
| 7    | 5月21日       | カリブ海 黒ダイヤサーキット            | 久保田圭司 | 奥田誠治            | 宇田川一彦 | 伊藤英治 |
| 8    | 5月28日       | さくら号 発進せよ！                    | 辻真先     | 芹川有吾            | 小泉謙三   | 勝又激   |
| 9    | 6月4日        | 魔のアフリカ ロード・レース            | 久保田圭司 | 新田義方            | 新田敏夫   | 伊藤英治 |
| 10   | 6月18日       | トルテカの迷宮レース                   | 辻真先     | 笠井由勝            | 田島実     | 勝又激   |
| 11   | 6月25日       | エンジンV3誕生！                       | 雪室俊一   | 山口秀憲            | 森利夫     | 伊藤英治 |
| 12   | 7月2日        | 宿命のライバル 流れ星の竜              | 久保田圭司 | 岡崎稔              | 鈴木欽一郎 | 勝又激   |
| 13   | 7月9日        | 片輪走行で突っ走れ！                   | 雪室俊一   | 芹川有吾            | 小泉謙三   | 伊藤英治 |
| 14   | 7月16日       | レースの道は剣の道                     | 辻真先     | 奥田誠治 長谷川康雄 | 宇田川一彦 | 遠藤重義 |
| 15   | 7月30日       | 愛はサーキットの彼方に                 | 久保田圭司 | 芹川有吾            | 須田正己   | 伊藤英治 |
| 16   | 8月6日        | 野望の大草原猛獣レース                 | 久保田圭司 | 笠井由勝            | 谷沢豊     | 勝又激   |
| 17   | 8月13日       | 謎の試走車X1号                         | 久保田圭司 | 笠井由勝            | 富沢和雄   | 遠藤重義 |
| 18   | 8月20日       | 友よ聴け！エンジンV4                   | 雪室俊一   | 岡崎稔              | 鈴木欽一郎 | 伊藤英治 |
| 19   | 9月3日        | SOS！ハヤブサ視界ゼロ                  | 伊東恒久   | 森下孝三            | 篠田章     | 勝又激   |
| 20   | 9月10日       | 走れカミカゼ！友情のゴール             | 辻真先     | 芹川有吾            | 小泉謙三   | 遠藤重義 |
| 21   | 9月17日       | 走れハヤブサ！勝利のチェッカーフラッグ | 久保田圭司 | 笠井由勝            | 須田正己   | 伊藤英治 |

## 放送局
系列はいずれも本放送当時で、特筆の無い限り全てNET系列フルネット局。
| 放送期間（または、放送体制） | 放送時間           | 放送局           | 対象地域       | 備考                                                                         |
| ---------------------------- | ------------------ | ---------------- | -------------- | ---------------------------------------------------------------------------- |
| 1976年4月2日 - 9月17日       | 金曜 19:00 - 19:30 | NET              | 関東広域圏     | 現・テレビ朝日                                                               |
|                              |                    | 北海道テレビ     | 北海道         |                                                                              |
|                              |                    | 東日本放送       | 宮城県         |                                                                              |
|                              |                    | 名古屋テレビ     | 中京広域圏     |                                                                              |
|                              |                    | 朝日放送         | 近畿広域圏     | 現・朝日放送テレビ                                                           |
|                              |                    | 瀬戸内海放送     | 香川県         |                                                                              |
|                              |                    | 広島ホームテレビ | 広島県         |                                                                              |
|                              |                    | 九州朝日放送     | 福岡県         |                                                                              |
|                              |                    | 福島中央テレビ   | 福島県         | 日本テレビ系列とNET系列のクロスネット                                        |
|                              |                    | 新潟総合テレビ   | 新潟県         | 現・NST新潟総合テレビ フジテレビ系列、日本テレビ系列、 NET系列のクロスネット |
| 1976年4月20日 - 9月28日      | 火曜 16:52 - 17:20 | 北日本放送       | 富山県         | 日本テレビ系列                                                               |
| 1976年4月21日 - 9月29日      | 水曜 17:25 - 17:55 | 北陸放送         | 石川県         | TBS系列                                                                      |
| 1976年6月5日 - 9月25日       | 土曜 17:20 - 17:50 | 福井放送         | 福井県         | 日本テレビ系列                                                               |
| 遅れネット                   | 金曜 17:25 - 17:55 | 青森放送         | 青森県         | 日本テレビ系列とNET系列のクロスネット                                        |
|                              | 土曜 17:30 - 18:00 | テレビ岩手       | 岩手県         | 日本テレビ系列とNET系列のクロスネット                                        |
|                              | 金曜 17:00 - 17:30 | 秋田放送         | 秋田県         | 日本テレビ系列                                                               |
|                              | 水曜 18:00 - 18:30 | 山形放送         | 山形県         | 日本テレビ系列                                                               |
|                              | 月曜 18:00 - 18:30 | 長野放送         | 長野県         | フジテレビ系列                                                               |
|                              | 火曜 18:00 - 18:30 | テレビ山梨       | 山梨県         | TBS系列                                                                      |
|                              | 木曜 17:30 - 18:00 | 静岡放送         | 静岡県         | TBS系列                                                                      |
|                              | 火曜 18:00 - 18:30 | 山陰放送         | 鳥取県・島根県 | TBS系列                                                                      |
|                              | 月曜 18:00 - 18:30 | 岡山放送         | 岡山県         | フジテレビ系列                                                               |
|                              | 木曜 17:30 - 18:00 | 四国放送         | 徳島県         | 日本テレビ系列                                                               |
|                              | 水曜 17:55 - 18:25 | テレビ愛媛       | 愛媛県         | フジテレビ系列                                                               |
|                              | 木曜 16:30 - 17:00 | テレビ高知       | 高知県         | TBS系列                                                                      |
|                              | 火曜 16:55 - 17:25 | 長崎放送         | 長崎県         | TBS系列                                                                      |
|                              | 月曜 17:30 - 18:00 | 熊本放送         | 熊本県         | TBS系列                                                                      |
|                              | 木曜 18:00 - 18:30 | テレビ大分       | 大分県         | フジテレビ系列・日本テレビ系列・ NET系列のクロスネット                       |
|                              | 火曜 17:20 - 17:50 | 宮崎放送         | 宮崎県         | TBS系列                                                                      |
|                              | 金曜 17:55 - 18:25 | 鹿児島テレビ     | 鹿児島県       | フジテレビ系列・日本テレビ系列・ NET系列のクロスネット                       |
|                              | 水曜 18:00 - 18:30 | 沖縄テレビ       | 沖縄県         | フジテレビ系列                                                               |

## キャラクター玩具
- ポピー（現・バンダイ）から、ポピニカレーベルの玩具「マシンハヤブサ」「マシンムツ」「マシンガンテツ」「マシンカミカゼ」「マシンヤマト」「ビッグギャリー」の計6種が発売。いずれも様々なギミックが付いており、ハヤブサは付属のキャバリーエンジンやタイヤの交換、V1エンジンからのミサイル発射（逆噴射のイメージ）、運転席部分の発射が可能。
  - ハヤブサの「V4エンジン」は、アニメでは4機のエンジンが台形状に並んでいるのに対し、ポピニカ版では一直線に並んでいる。
  - 第8話から登場した「さくら号」もポピニカの発売予定があり、当時の玩具同梱ミニカタログに試作写真が掲載されていたが、未発売に終わった。
- バンダイからは、「マシンハヤブサ」「マシンムツ」「マシンガンテツ」「マシンカミカゼ」「マシンヤマト」のプラモデルが発売。接着剤不要の「スナップ・キット・モデル」であり、ゼンマイ仕掛けによって走らせることができる。「さくら号」「ビッグギャリー」は未発売。

## 漫画版
- 月刊少年ジャンプ（集英社） 1976年4月号 - 11月号連載 / 作画 - 望月三起也
- てれびくん（講談社） 1976年4月号 - 9月号連載 / 作画 - パンチョス石綿
- 小学一年生（小学館） 1976年4月号 - 10月号連載 / 作画 - 織方都幸、ダイナミックプロ
- 小学二年生（小学館） 1976年4月号 - 9月号連載 / 作画 - 斎藤栄一
- 小学三年生（小学館） 1976年4月号 - 9月号連載 / 作画 - 制野秀一

このうち単行本化されたのは望月による月刊少年ジャンプ版のみで、1986年に大都社からスターコミックスレーベルで発売された。